# Конвой SO-105 (грудень 1943)
Конвой SO-105 (грудень 1943 року) — японський конвой часів Другої світової війни, проведення якого відбувалось у грудні 1943 року.
Конвой сформували у важливому транспортному хабі японців Палау (на заході Каролінських островів), а місцем його призначення був Рабаул — головна передова база в архіпелазі Бісмарка, з якої провадились операції на Соломонових островах та сході Нової Гвінеї.
До складу конвою SO-105 увійшли транспорти «Тейфу-Мару», «Тойокава-Мару», «Кою-Мару» (Koyu Maru), «Франсе-Мару», «Учіде-Мару» та «Шинто-Мару», при цьому склад ескорту невідомий.
2 грудня 1943 року судна вийшли з Палау та попрямували на південний схід. 9 грудня «Франсе-Мару» відділився від конвою та попрямував до Кавіенгу (друга за важливістю база в архіпелазі Бісмарка, на острові Нова Ірландія), а 10 грудня SO-105 прибув до Рабаула.
Можливо відзначити, що навіть у цей період стрімкої деградації японських сил в архіпелазі Бісмарка такі випадки проходження маршруту без втрат не були чимось винятковим (наприклад, конвої № 2252, 2063, 1122, 1152, O-805).
Також варто відзначити, що у вересні 1943 року між Палау та Рабаулом уже пройшов конвой із таким саме номером SO-105.